# Postumi dell'ubriachezza

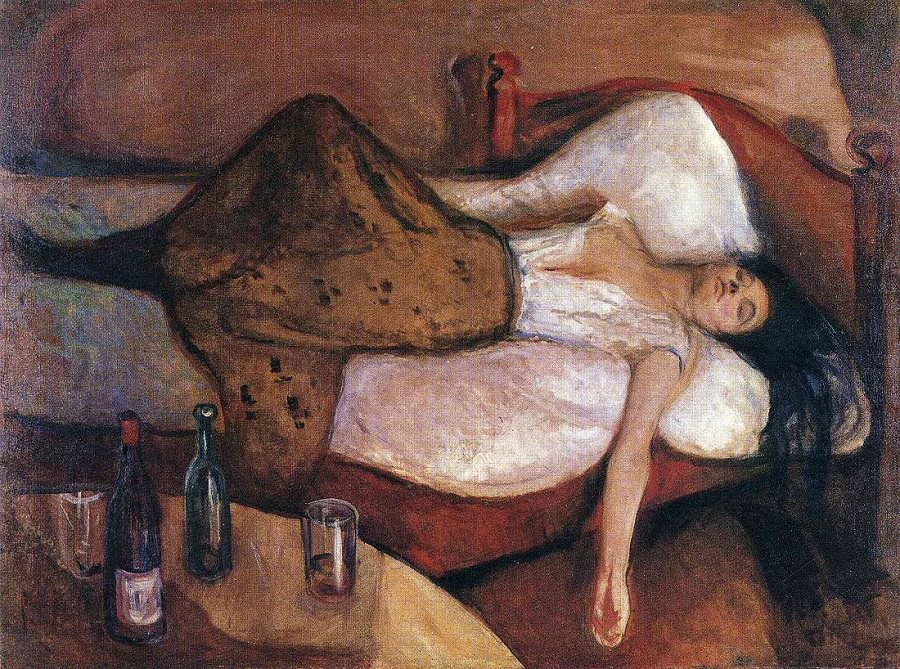
Edvard Munch, Il giorno dopo (1894-95)

I postumi dell'ubriachezza, noti volgarmente come sbronza o sbornia, sono un insieme di effetti fisici che seguono l'eccessivo consumo di bevande alcoliche. I più comuni riportati sono emicrania, sonnolenza, nausea, vomito, dissenteria, alitosi, sensibilità alla luce e al rumore, ipoglicemia, disidratazione, e conseguente sete. Spesso si verificano anche amnesie o ricordi confusi del periodo soggetto ad intossicazione alcolica.
Un termine popolare, ma limitato a sole certe zone d'Italia, per indicare pesantezza e mal di testa al risveglio dopo un'ubriacatura è spranghetta.

## Sintomi
I postumi dell'assunzione eccessiva di alcol sono riconducibili a diversi sintomi che possono includere disidratazione (in casi gravi ipernatriemia ed edema cerebrale), stanchezza, mal di testa, nausea, crampi addominali, diarrea, debolezza, difficoltà di concentrazione, ansia, irritabilità, sensibilità alla luce e al rumore e difficoltà a dormire. I sintomi variano da persona a persona e da occasione a occasione, e di solito cominciano molte ore dopo aver assunto bevande alcoliche. Non è chiaro se tali postumi abbiano effetti sulle capacità cognitive.

## Cause
Le cause dei postumi sono molteplici. L'etanolo ha un effetto disidratante (le sostanze di questo tipo sono dette diuretiche), che causa secchezza delle fauci, sonnolenza e mal di testa dovuta alla diminuzione del livello di fluidi nel cervello; questo effetto può essere ridotto bevendo molta acqua durante e dopo il consumo di alcolici. L'impatto dell'alcol sulla mucosa dello stomaco può causare la nausea. A causa dell'aumento della produzione del NADH durante la metabolizzazione dell'etanolo, il NADH in eccesso può rallentare la gluconeogenesi nel fegato, causando ipoglicemia.
Un altro fattore risulta dalla degradazione dell'etanolo per mezzo di due reazioni chimiche, catalizzate da due enzimi prodotti dalle epatociti del fegato. L'etanolo è convertito in acetaldeide dall'enzima alcol deidrogenasi e quindi dall'acetaldeide ad acetato dall'enzima acetaldeide deidrogenasi. L'acetaldeide è fortemente tossica, è circa 30 volte più tossica dell'etanolo, pertanto è la principale causa dei postumi.
Le due reazioni menzionate sopra richiedono anche la conversione del NAD+ in NADH. Con l'eccesso di NADH, la reazione dell'enzima lattato deidrogenasi è portata a produrre il lattato dal piruvato (il prodotto finale della glicolisi) per rigenerare il NAD+ necessario. Questo devia il piruvato da altre vie, come la gluconeogenesi, interferendo con l'abilità del fegato di rifornire di glucosio i tessuti, specialmente il cervello. Poiché il glucosio è la fonte energetica principale del cervello, questa mancanza di glucosio contribuisce a sintomi quali affaticamento, debolezza, sbalzi d'umore e diminuzione dell'attenzione e della concentrazione.

## Presunti rimedi
In una rassegna della letteratura medica riguardante le cure dei postumi, stesa da un team di ricercatori guidati da Max Pittler della Peninsular Medical School all'Università di Exeter, pubblicata nel numero del 24 dicembre 2005 del British Medical Journal, sono riportate le seguenti conclusioni: «non esiste una prova convincente che suggerisca che un qualche intervento convenzionale o complementare possa avere effetti nel prevenire o curare i postumi dell'alcol. Il metodo più efficace per evitare i sintomi dei postumi indotti dall'alcol è praticare l'astinenza o la moderazione».
Uno studio clinico del 2004 ha suggerito che assumere un estratto di fico d'india (Opuntia ficus indica) alcune ore prima di bere può ridurre significativamente alcuni sintomi di ubriachezza, tra i quali la nausea. L'autore teorizza che l'estratto possa agire sopprimendo la naturale reazione immunitaria ai congeneri, sostanze tossiche prodotte durante il processo di fermentazione dell'alcol.